# 山下清
山下 清（やました きよし、1922年3月10日 - 1971年7月12日）は、日本のちぎり絵の画家である。代表作に、「花火」「桜島」「東海道五十三次」など。

## 経歴

### 幼少期
後遺症による障害
東京府東京市浅草区田中町（現・東京都台東区日本堤1、2丁目辺り）に、父・大橋清治、母・ふじの長男として生まれる。翌年の関東大震災によって田中町一帯が焼失すると、両親の郷里である新潟県の新潟市（現・中央区）白山浦に転居する。その2年後（3歳ごろ）、風邪からの重い消化不良により命の危険に陥り、一命は取り留めたが軽い言語障害、知的障害の後遺症を患う。
母の再婚
一家は1926年（大正15年）には浅草に戻った。1932年（昭和7年）、父の清治が脳出血で他界すると、母・ふじは再婚する。当初優しかった再婚相手は、相撲や将棋（多くは、はさみ将棋）の相手をしてくれたが、酒が入ると母子に暴力を振るった。養父は、小学校（石浜小学校）でいじめられていると話す清へ、「刃物で相手を怪我させろ」と唆した。それを真に受けた清は、鉛筆削り用の小型ナイフを所持するようになり、いじめられた際に同級生に大けがをさせたことがある。

### 少年期
ちぎり紙細工との出会い
1934年（昭和9年）の春、養父が不在の間に、母・ふじが清を含む子供3人を連れて北千住（足立区千住）の木賃宿へ逃れる。その直後に生活が困窮し、杉並区方南町（現・杉並区方南）にある母子家庭のための社会福祉施設「隣保館」へ転居。このころ、母・ふじの旧姓から山下清を名乗るようになる。
しかし、新たな学校でも勉強についていけず、反抗的な態度をとった。そのため同年5月、母・ふじは千葉県東葛飾郡八幡町大字八幡字衣川（現・千葉県市川市八幡4丁目）の知的障害児施設（清が入園した当時は救護法下の救護施設）「八幡学園」へ預ける。同学園での生活で「ちぎり紙細工」に出会い、没頭していく中で才能が磨かれた。清の素質は1936年（昭和11年）から学園の顧問医を勤める精神病理学者・式場隆三郎の目に留まり、式場の指導を受けることで一層開花していく。
個展の開催
1937年（昭和12年）秋、八幡学園の園児たちの貼り絵に注目した早稲田大学講師戸川行男により早稲田大学にて小規模な展覧会が開かれた。また1938年（昭和13年）11月、同大学の大隈小講堂にて開催の「特異児童労作展覧会」に清の作品も展示された。
1938年（昭和13年）12月、東京府東京市京橋区銀座（現・中央区銀座）の画廊にて初個展を開催。1939年（昭和14年）1月には、大阪の朝日記念会館ホールで展覧会が開催され、清の作品は多くの人々から賛嘆を浴びた。梅原龍三郎は清を高く評価した一人であり、「作品だけからいうとその美の表現の烈しさ、純粋さはゴッホやアンリ・ルソーの水準に達していると思う」と賛辞を贈っている。

### 青年期
兵役免除のための放浪
八幡学園には長く在籍したが、第二次世界大戦中の1940年（18歳時）突如学園を脱走し、1940年（昭和15年）11月18日から1955年（昭和30年）6月までの間、放浪の旅を繰り返した。後年、この時に脱走した理由を尋ねられ、ただ「嫌になったから」とのみ答えたという。脱走から2年経過した1942年（20歳時）、受けるはずだった徴兵検査が嫌になり、更に放浪を続けた。同時期、千葉県我孫子市の我孫子駅売店弥生軒にて住み込みで働いており、半年ごとに放浪しては千葉に戻る生活を5年ほど繰り返したという。
1943年（21歳時）、食堂の手伝い中に訪れた八幡学園の職員によって連れ戻される。その後、母・ふじが無理やり徴兵検査を受けさせたが、知的障害を理由に兵役免除となる。この記録は『放浪日記』（1956年（昭和31年））にまとめられた。なお、この時のいでたちとして、リュックサックを背負う姿がテレビドラマなどで描かれている。
戦後の活動
戦後は「日本のゴッホ」、「裸の大将」と呼ばれた。1954年（昭和29年）当時、鹿児島を放浪中だった清は「ゴッホもルソーも全然知らない」と発言しているが、以前にゴッホの模写などはしており、同年、東京・日本橋丸善で開催されていたゴッホ展を訪れている。1955年（昭和30年）、山下が多用していた「兵隊の位で言うと・・・」という例えが流行語となった。1956年（昭和31年）の東京大丸「山下清展」を始め、全国巡回展が約130回開かれ、観客は500万人を超えた。大丸の展覧会には当時の皇太子明仁親王も訪れた。1961年（昭和36年）6月、式場隆三郎らとともに約40日間のヨーロッパ旅行に出発。各地の名所を絵に残した。

### 晩年
脳出血で早世
晩年は、東京都練馬区谷原に住み、『東海道五十三次』の制作を志して、東京から京都までのスケッチ旅行に出かけた。およそ5年の歳月をかけて55枚の作品を遺している。ただし、1968年（昭和43年）、高血圧による眼底出血に見舞われ、その完成は危ぶまれていた。
1971年（昭和46年）7月12日、名古屋の熱田神宮に滞在中に脳出血のため死去。49歳没。当時、弥生軒から依頼された四季をテーマとした4種類の駅弁の包装紙を制作していたが、結果的に冬モチーフの作品は手つかずであり完成は3種類のみだった。墓所は冨士霊園。

## 人物
瞬間記憶能力
清は驚異的な映像記憶力の持ち主で、「花火」「桜島」など行く先々の風景を、多くの貼絵に遺している。海外の研究者などは、清の持つ軽度の知的障害と結びつけサヴァン症候群だった説を唱える者もいる。
とりわけ、花火が好きだった清は、花火大会開催を聞きつけると全国に足を運び、その時の感動した情景をそのまま作品に仕上げている。花火を手がけた作品としては、『長岡の花火』などがある。しかし実際はドラマや映画と異なり、旅先でほとんど絵を描くことがなく、八幡学園や実家に戻ってから記憶をもとに描くというスタイルだった。
贋作
画壇へ所属していなかったことから、作品を鑑定できる者がいなかった。また人気の高さや、各地でお礼のために作品を残したというテレビドラマにおける描写の影響から、贋作を本物と偽った展覧会などがまれに開催される。実際は貼り絵のほとんどを学園や自宅で制作しており、遺族が保管している。

## 関連する作品

### ドラマ・映画・舞台

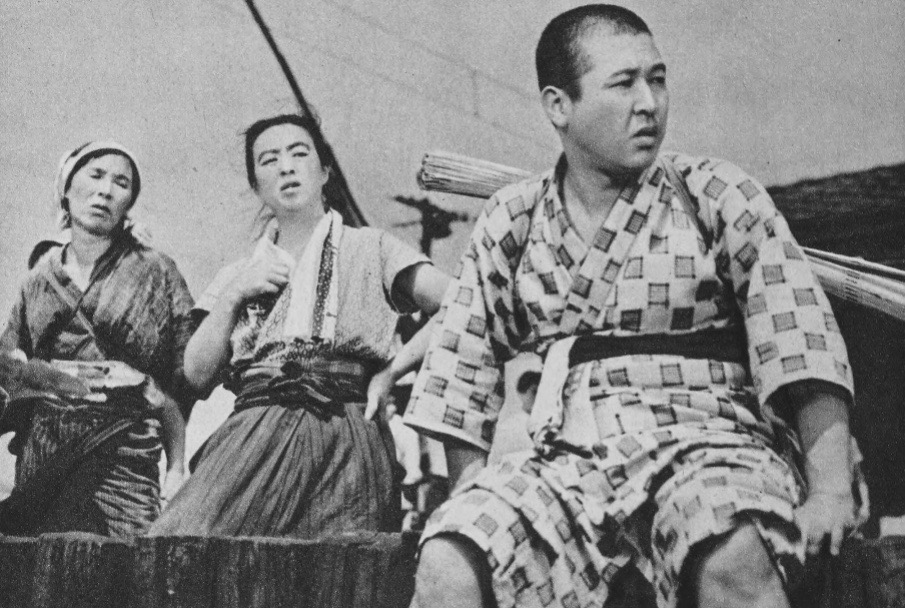
『裸の大将』（1958年）。小林桂樹が山下を演じた。

裸の大将
1958年（昭和33年）公開の東宝映画。小林桂樹が山下清を演じ、毎日映画コンクール主演男優賞を受賞した。
裸の大将放浪記
『放浪日記』を題材とし、フジテレビ系（関西テレビと東阪企画の共同制作）で1980年（昭和55年）から放送されたフィクションのテレビドラマ作品。芦屋雁之助が「放浪の天才画家・山下清」を演じた。舞台版、およびパロディではなく社会福祉の面から清を追った1981年（昭和56年）の映画版も存在する。1964年（昭和39年）、雁之助の旗揚げした劇団「劇団 喜劇座」で座付き作家だった藤本義一が、清と雁之助の風貌が似ていることを指摘し、雁之助主演の舞台劇「裸の大将放浪記」を書き上げて上演。同舞台の大ヒットがテレビドラマ化のきっかけとなった。ドラマ第1作では原作表記のほかに「原案：藤本義一」とクレジットされている。 1967年（昭和42年）、京都南座における裸の大将初演時、山下清が激励し「客席にもボク、舞台にもボク」と喜んでいた。
新・裸の大将放浪記
2005年（平成17年）10月10日 - 10月16日、名鉄ホール（愛知県名古屋市）で開催された舞台。その後、全国各地で上演された。雁之助の実弟で俳優の芦屋小雁が、山下清を演じる。脚本のベースは雁之助が初演した際の藤本義一によるもの。
裸の大将〜放浪の虫が動き出したので〜
2007年（平成19年）9月1日、フジテレビ系「土曜プレミアム」枠で放送された単発のテレビドラマ作品。制作はフジテレビと東阪企画。お笑いコンビ「ドランクドラゴン」の塚地武雅が山下清を演じた。
2008年（平成20年）5月24日、第2作『裸の大将 宮崎編〜宮崎の鬼が笑うので〜』が、同年10月18日、第3作『裸の大将 山梨編〜富士山にニセモノが現われたので〜』が放送された。2009年（平成21年）10月24日、テレビ熊本開局40周年記念企画として『裸の大将 火の国・熊本編〜女心が噴火するので〜』が放送された。塚地は『わが家の歴史』（2010年＜平成22年＞、フジテレビ）でも清を演じていた。
なお塚地は『はねるのトびら』、『有吉の壁』等でも山下清のパロディキャラクターを演じている。
拝啓天皇陛下様
1963年（昭和38年）4月28日公開の松竹製作による喜劇映画。山下清本人が数秒間出演し、台詞付きの一庶民役を演じている。
この空の花 長岡花火物語
大林宣彦監督作品（2011年＜平成23年＞）。シンガーソングライター（元・たま）である石川浩司が山下清を演じている。なお石川自身は、たまでの活動中より坊主頭と白のランニングシャツ（タンクトップ）・半ズボンの服装がトレードマークで、『裸の大将放浪記』にて芦屋雁之助演じる山下清に類似していた。

### ドキュメンタリー
- ハイビジョン特集「山下清の愛したニッポン」（2008年3月24日、NHK）[12]